# Chris Matheson (homme politique)
Pour les articles homonymes, voir Chris Matheson et Matheson.
Christian Matheson (né le 2 janvier 1968) est un homme politique du parti travailliste du Royaume-Uni. Il est député pour la circonscription de la ville de Chester de 2015 à 2022, quand il démissionne en octobre à cause d'« inconduites sexuelles graves ». Matheson est décrit comme ayant des "vues légèrement à gauche du centre".

## Éducation
Christian Matheson grandit dans le Cheshire rural, fréquente la Manchester Grammar School et obtient un diplôme en économie et politique de la London School of Economics,,.

## Carrière politique
Matheson est sélectionné comme candidat parlementaire du parti travailliste pour la ville de Chester en juin 2013. Le 7 mai 2015, il remporte le siège sur le conservateur Stephen Mosley avec une majorité de 93 voix, la troisième plus petite majorité d'une circonscription parlementaire au Royaume-Uni après les élections générales de 2015.
Lors de l'Élection à la direction du Parti travailliste britannique de 2015, Chris Matheson soutient Andy Burnham.
Le 27 juin 2016, Matheson démissionne de son poste de secrétaire privé du Parlement de la Justice, rejoignant de nombreux membres de l'équipe du cabinet fantôme de Jeremy Corbyn qui démissionnent à la suite du résultat du référendum européen. Il soutient Owen Smith à l'élection à la direction du Parti travailliste (Royaume-Uni) en 2016,. Il rejoint l'équipe du logement du cabinet fantôme comme secrétaire privé parlementaire de John Healey.
Aux élections de 2017, Matheson augmente sa majorité de 93 à 9 176 voix, transformant Chester de siège super-marginal en un siège sûr. Le Parti conservateur et le Parti travailliste ayant obtenu une part réduite des voix lors de l'élection de 2019, Matheson conserve son siège pour une deuxième élection successive, à une majorité de 6164 voix.
Matheson est un fervent partisan de la campagne de vote populaire. Écrivant dans The Guardian, Matheson qualifie le Brexit de «coup d'État dur de droite».
Il démissionne en octobre 2022 à la suite d'accusations d'inconduite sexuelle.

## Vie privée
Matheson vit à Hoole avec sa famille. Il est marié à Katherine et ils ont deux enfants, tous deux scolarisés à Chester. Matheson est un passionné de football, soutenant à la fois Chester FC et Everton FC .